# José del Carmen Marín
José del Carmen Marín Arista (Mendoza, 2 de março de 1899 — Lima, 6 de novembro de 1980) foi um destacado militar e educador peruano.